# Shamsabad (ort i Azerbajdzjan)
Shamsabad är en ort i Azerbajdzjan.   Den ligger i distriktet Ağdaş Rayonu, i den centrala delen av landet, 200 km väster om huvudstaden Baku. Shamsabad ligger 41 meter över havet och antalet invånare är 1 604.
Terrängen runt Shamsabad är platt åt sydväst, men åt nordost är den kuperad. Runt Shamsabad är det ganska tätbefolkat, med 134 invånare per kvadratkilometer.. Närmaste större samhälle är Ağdaş, 8,0 km väster om Shamsabad.
Trakten runt Shamsabad består till största delen av jordbruksmark.